# Пелецано
Пелецано (итал. Pellezzano) је насеље у Италији у округу Салерно, региону Кампанија.
Према процени из 2011. у насељу је живело 1243 становника. Насеље се налази на надморској висини од 242 м.

## Становништво
Према резултатима пописа становништва 2011. у општини је живело 10.580 становника.
| 1931. | 1936. | 1951. | 1961. | 1971. | 1981. | 1991. | 2001.  | 2011.  |
| ----- | ----- | ----- | ----- | ----- | ----- | ----- | ------ | ------ |
| 5.306 | 5.356 | 5.858 | 5.470 | 5.183 | 6.826 | 9.171 | 10.202 | 10.580 |